# 羅日謝
羅日謝（羅馬化：Rozhyshche）是乌克兰西北部沃倫州盧茨克區罗日谢市镇内的城市及该市镇的行政中心，2020年7月18日前为羅日謝區的行政中心。該市位於斯特里河畔，始建於1322年，面積10平方公里，海拔高度182米，2022年人口数量为12,483人。

## 图集

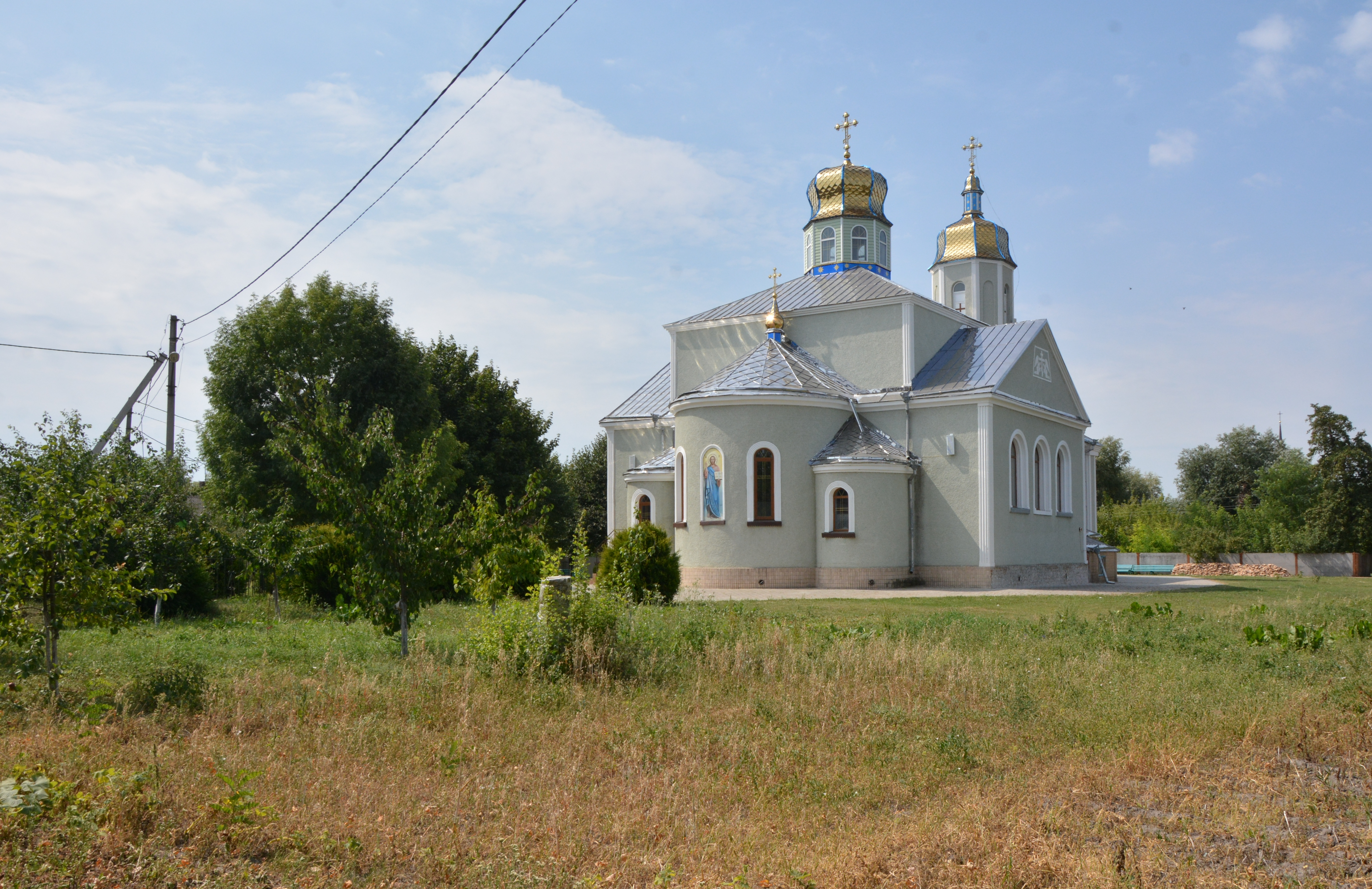
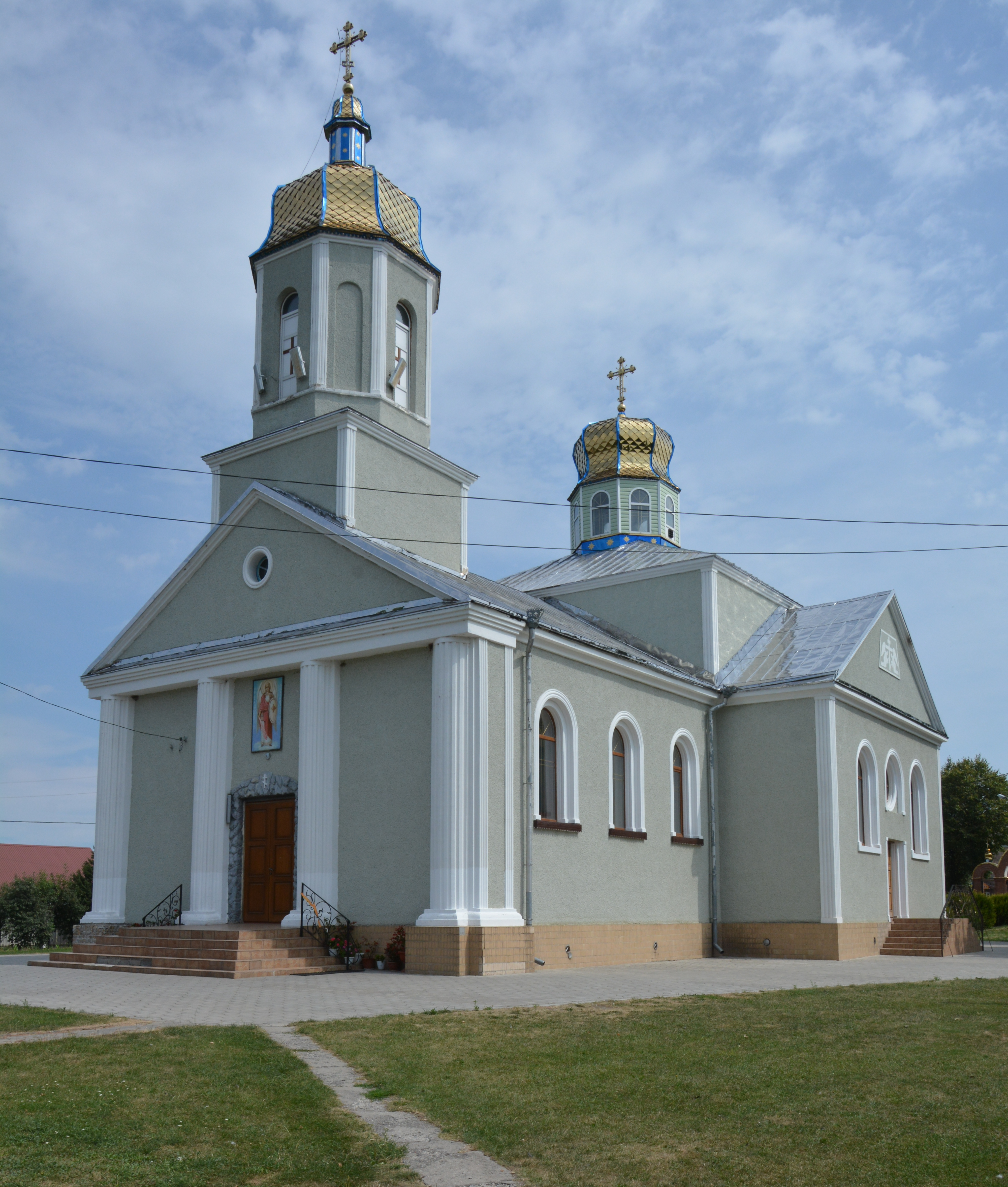
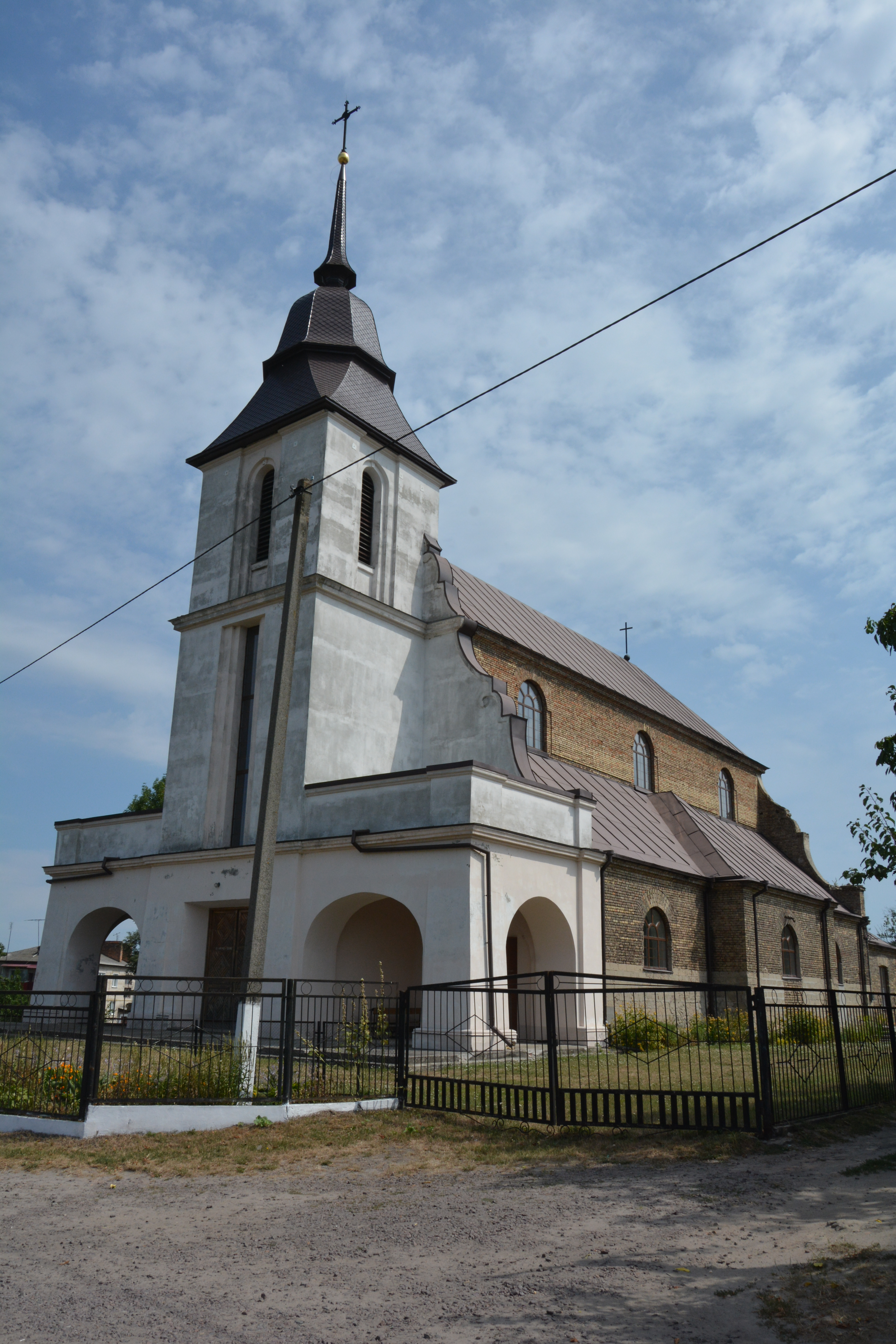
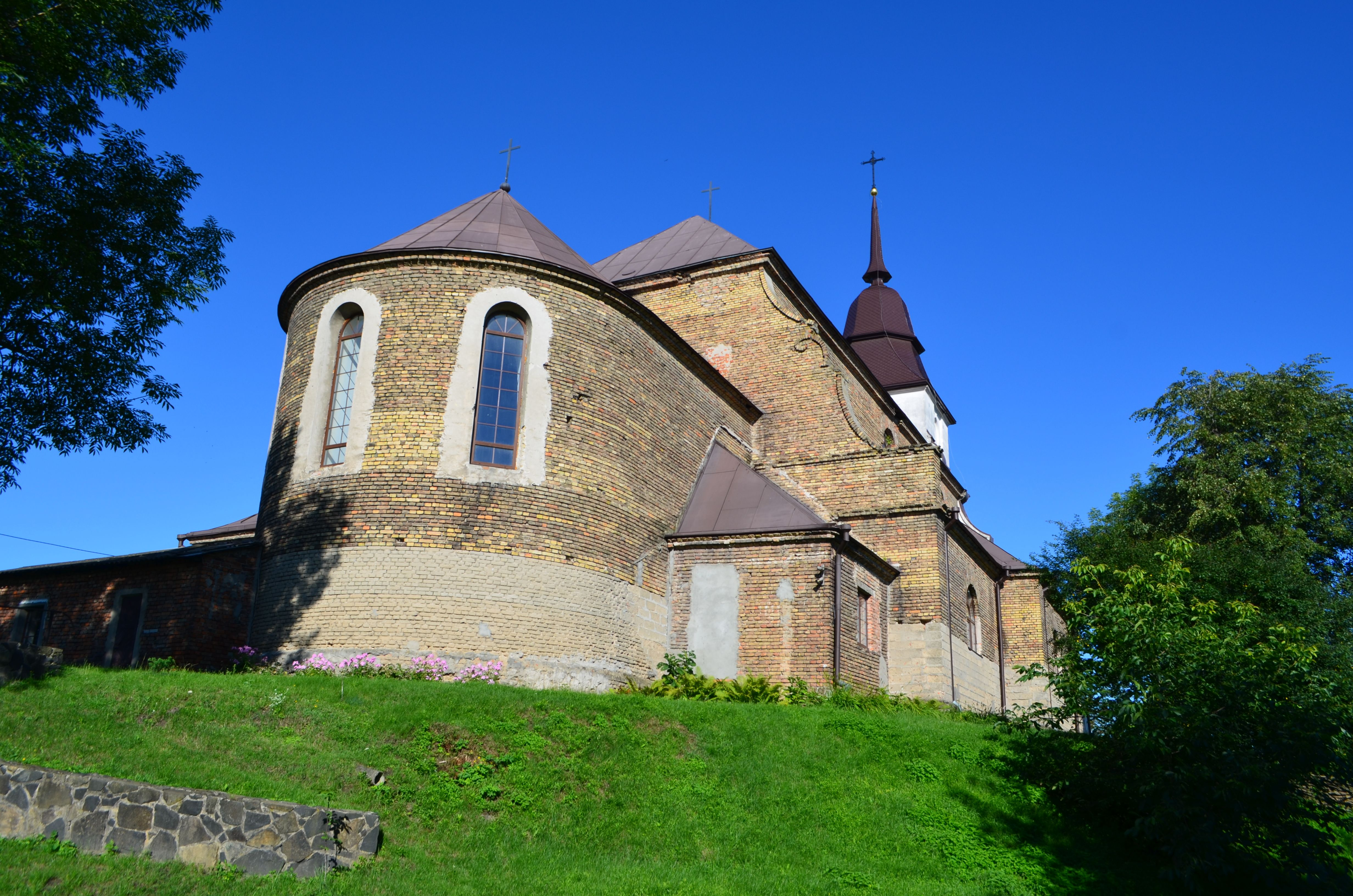
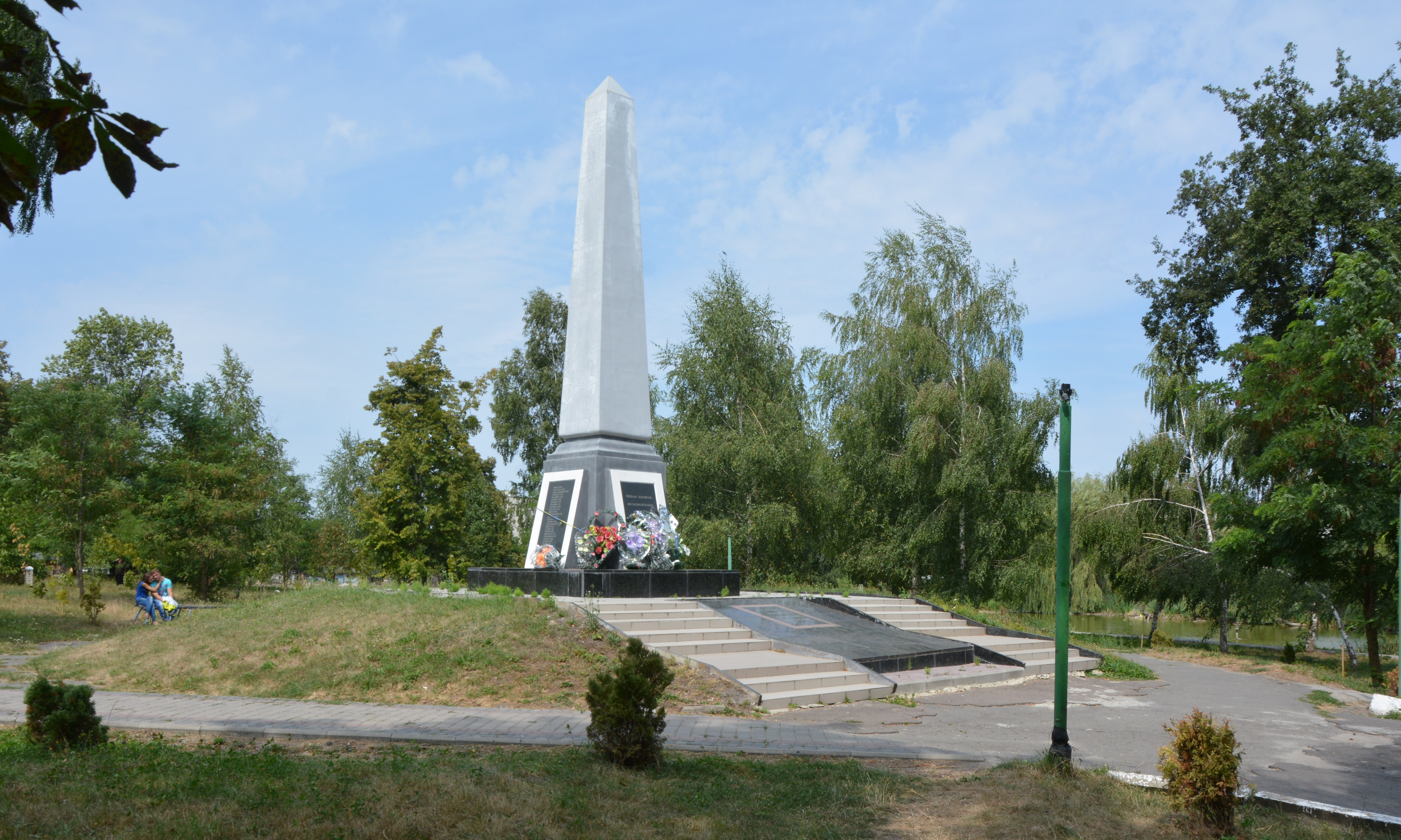

## 來源
1. ↑  周定国 (编). . . 中国对外翻译出版公司. NLC 003756704.[]
2. ↑   (PDF).   [2023-01-04]. （原始内容存档 (PDF)于2022-08-10）.